# 1756 en France
Chronologie de la France
- 1752
- 1753
- 1754
- 1755
- 1756
- 1757
- 1758
- 1759
- 1760

Cette page concerne l’année 1756 du calendrier grégorien.

## Événements
- 1er janvier : arrestation de Jean Fabre, l’honnête criminel, lors d’une assemblée protestante[1].
- 16 janvier : Frédéric de Prusse conclut un accord de garantie militaire avec la Grande-Bretagne[2].
- 8 février : Madame de Pompadour, nommée dame du palais de la Reine, est présentée à Sa Majesté en cette qualité[3].
- 18 février : des secousses de tremblement de terre sont ressenties à Paris et à Versailles[3].

- 10 avril : une lettre patente de Louis XV déclare notables les maîtres-chirurgiens du royaume[4].
- 24 avril : Peyrenc de Moras devient contrôleur général des finances (fin en 1757)[5].

- 1er mai : traité de neutralité et d’alliance défensive de Versailles signé à Jouy-en-Josas entre la France et l’Autriche, qui manifeste la politique dite « de renversement des alliances »[6]. Pour la première fois depuis 1498, le Roi de France est allié avec la maison de Habsbourg.
- 17 mai : le Royaume-Uni déclare la guerre à la France ; le 9 juin, le roi de France répond par une déclaration de guerre au Royaume-Uni[7]. Début de la guerre de Sept Ans (fin en 1763). La France, l’Autriche, la Russie, la Saxe, la Suède et l’Espagne s’opposent à la Grande-Bretagne, la Prusse et le Hanovre.
- 30 mai : des secousses de tremblement de terre sont ressenties à Versailles[3].

- 17 juin : révocation de M. Lescalopier de l’intendance de Montauban pour passer à celle de Tours[8]. La Cour des aides de Montauban s’oppose à la corvée et obtient le départ de l’intendant Lescalopier, grand maître de la construction des chemins de la circonscription[9].
- 28 juin : les Français s’emparent de Minorque[10].

- 7 juillet : déclaration royale portant imposition d’un second vingtième et autres droits. Prorogation du vingtième pour dix ans ; imposition d’un second vingtième à compter du 1er octobre jusqu’à trois mois après la conclusion de la paix ; prorogation des deux sols pour livre du dixième pour dix ans ; prorogation des droits rétablis en 1743 et 1747 sur les marchandises entrant dans Paris. En même temps sont créés 1,8 million de rentes perpétuelles à 5 % au capital de 36 millions[11].
- 12 juillet : traité de subsides franco-suédois contre la Grande-Bretagne[12].

- 21 juillet : remontrances du Parlement de Bordeaux au sujet du Bureau des finances et du Terrier[15].

- 8 août : surprise d’une assemblée protestante entre Saint-Côme et Maruéjols dans la Vaunage par un détachement du régiment de Brissac en garnison à Fons, qui tire sur la foule. Plusieurs protestants sont blessés, quelques-uns mortellement[1].
- 21 août : un lit de justice contraint le Parlement de Paris à enregistrer la déclaration créant un nouveau vingtième pour financer le réarmement[16]. Elle se heurte à l’opposition des parlements provinciaux (Rouen, Toulouse, Besançon, Grenoble et Nancy).
- 27 août : l’atelier royal de porcelaine fondé à Vincennes en 1740 est transféré à Sèvres et devient la manufacture de Sèvres[17].

- 12 - 20 septembre : séjour du roi Stanislas Leszczynski à Versailles[3].
- 14 septembre : remontrances de la Cour des Aides de Paris contre la déclaration du 7 juillet[11].

- 1er octobre : Pierre Henriet est adjudicataire de la ferme du tabac pour 110 millions de livres (fin le 30 septembre 1762)[18].

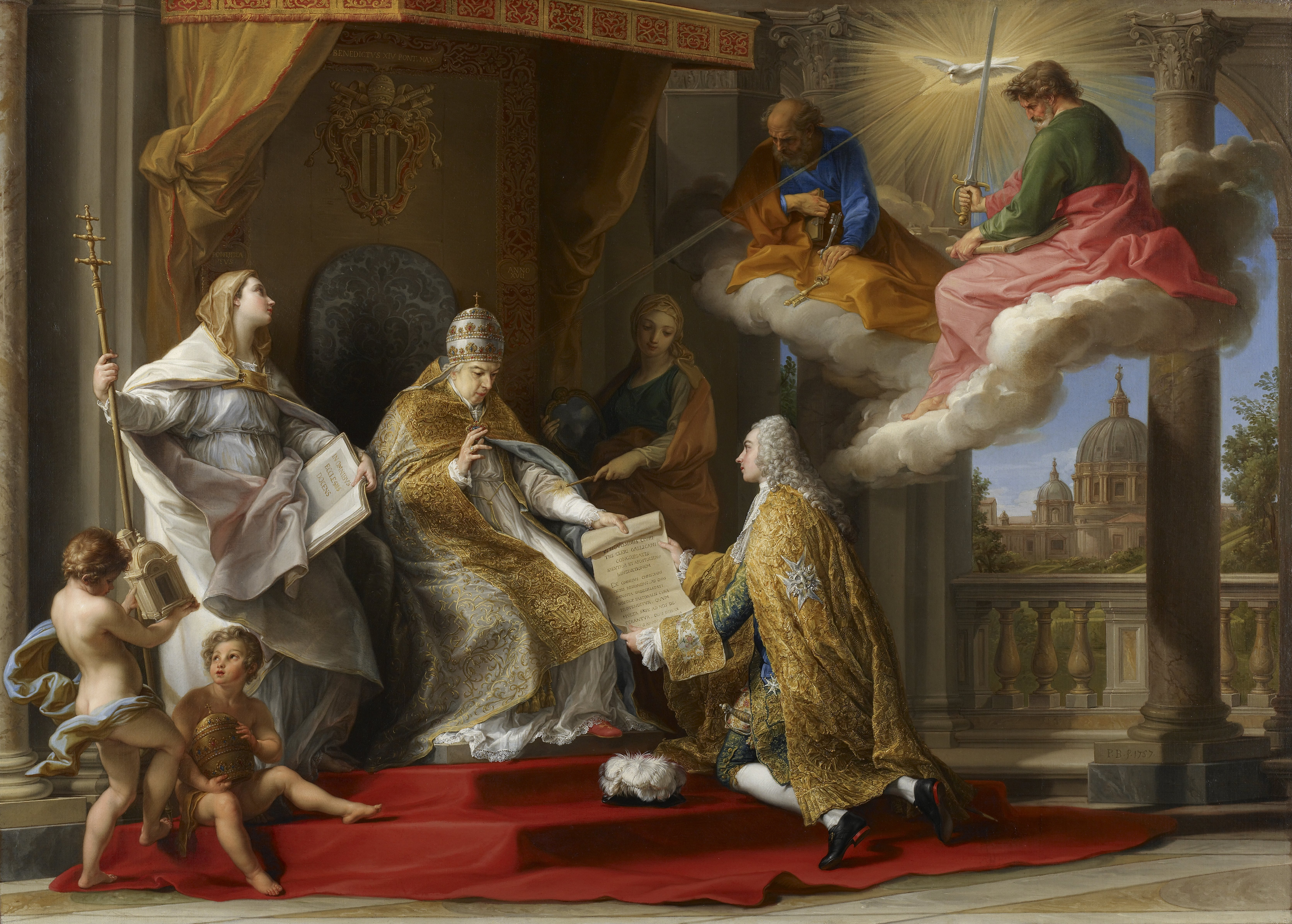
Le pape Benoît XIV présentant l'encyclique « Ex Omnibus » au comte de Stainville, futur duc de Choiseul, de Pompeo Batoni.

- 16 octobre : encyclique Ex omnibus mettant fin à l'affaire des billets de confession. Stainville (Choiseul), ambassadeur à Rome depuis 1753, obtient du pape Benoît XIV l’encyclique Ex omnibus, modérée vis-à-vis des jansénistes. Elle supprime le caractère obligatoire des billets de confession, moyennant quelques exigences d’ordre spirituel, que le prêtre aura charge de faire connaître au mourant. Le 7 décembre, le parlement de Paris récuse l’encyclique, qu’il « supprime » pour vice de forme[19].

- 13 décembre : lit de justice par lequel le garde des sceaux Machault impose la bulle Unigenitus comme règle de foi, ainsi qu’un nouveau règlement de discipline du Parlement ; le roi, décidé à mettre fin à la révolte des magistrat, contraint le Parlement de Paris à enregistrer des édits le privant de tous moyens d’action. Les parlementaires ripostent une nouvelle fois par la grève[20]. Le haut clergé, qui continue à soutenir le principe des billets de confession, se divise en deux groupes : les « Feuillants », majoritaires et modérés, menés par le cardinal de la Rochefoucauld ; les « Théatins », minoritaires et extrémistes[21]. Le roi, qui souffre de son impopularité, est déprimé par l’aggravation de la crise.
- Décembre : émission d’un emprunt à lots de 10 millions de livres en 10 000 billets de 100 livres[11].